# Лебедев, Дмитрий Николаевич (учёный)
Дмитрий Николаевич Лебедев (1840—1880) — русский учёный в области механики железнодорожного транспорта.

## Биография
Родился в Москве в семье ветеринарного врача. В 1856 году окончил с золотой медалью 1-ю московскую гимназию, а в 1860 году — Московский университет. С 1865 года — профессор Императорского московского технического училища (ИМТУ) и одновременно (с 1869) — профессор Московского университета. С именем Дмитрия Лебедева связано начало формирования курса сопротивления материалов в ИМТУ.
Умер 6 (18) июля 1880 года. Похоронен на Ваганьковском кладбище (13-й уч.).

## Труды
Основные его работы посвящены изучению вопросов динамики паровозов.
Его магистерская диссертация (1867) стала первой в России работой, посвящённой теории колебаний подвешенной части паровоза.
Д. Н. Лебедев разработал теорию и расчёт проволочных канатов при их натяжении, а также метод расчёта на прочность и жесткость многоопорных валов. Дал определение различных видов колебаний паровоза, указал пути повышения его устойчивости.